# Hoek Bay
Die Hoek Bay ist eine 2,5 km breite und 3 km lange Bucht im Nordwesten der Welingrad-Halbinsel an der Graham-Küste des Grahamlands auf der Antarktischen Halbinsel. Sie bildet den westlichen Seitenarm der Dimitrov Cove. In sie hinein mündet der Hoek-Gletscher.
Das UK Antarctic Place-Names Committee benannte ihn 2016. Namensgeber ist, wie auch für den Gletscher, der deutsche Skifahrpionier Henry Hoek (1878–1951).